# Are jezici
Are jezici (privatni kod: aree), skupina od sedam austronezijskih jezika koja čini dio šire skupine are-taupota. Rašireni su na području Papue Nove Gvineje u provincijama Milne Bay i Oro. 
Predstavljaju je: are [mwc], 1.230 (1973 SIL); arifama-miniafia [aai], 3.470 (2000); doga [dgg], 200 (2000 S. Wurm); gapapaiwa [pwg], 3.000 (2007 SIL); ghayavi [bmk], 2.810 (2000); kaninuwa [wat], 360 (2001); i ubir [ubr], 2.560 (2000 popis)

## Vanjske poveznice
- Ethnologue (14th)
- Ethnologue (15th)